# Dangcagan
Dangcagan es un municipio filipino de tercera categoría, situado al norte de la isla de Mindanao. Forma parte de la provincia de Bukidnon. 
Para las elecciones está encuadrado en el tercer distrito electoral.

## Geografía
Dangcagan se encuentra en la parte sur de la provincia, 72 kilómetros al sur de la capital provincial, Malaybalay,  y 162 kilómetros del centro regional, Cagayán de Oro, principal salida para sus productos agrícolas.

### Barrios
El municipio de Dangcagan se divide, a los efectos administrativos, en 14 barangayes o barrios, conforme a la siguiente relación:

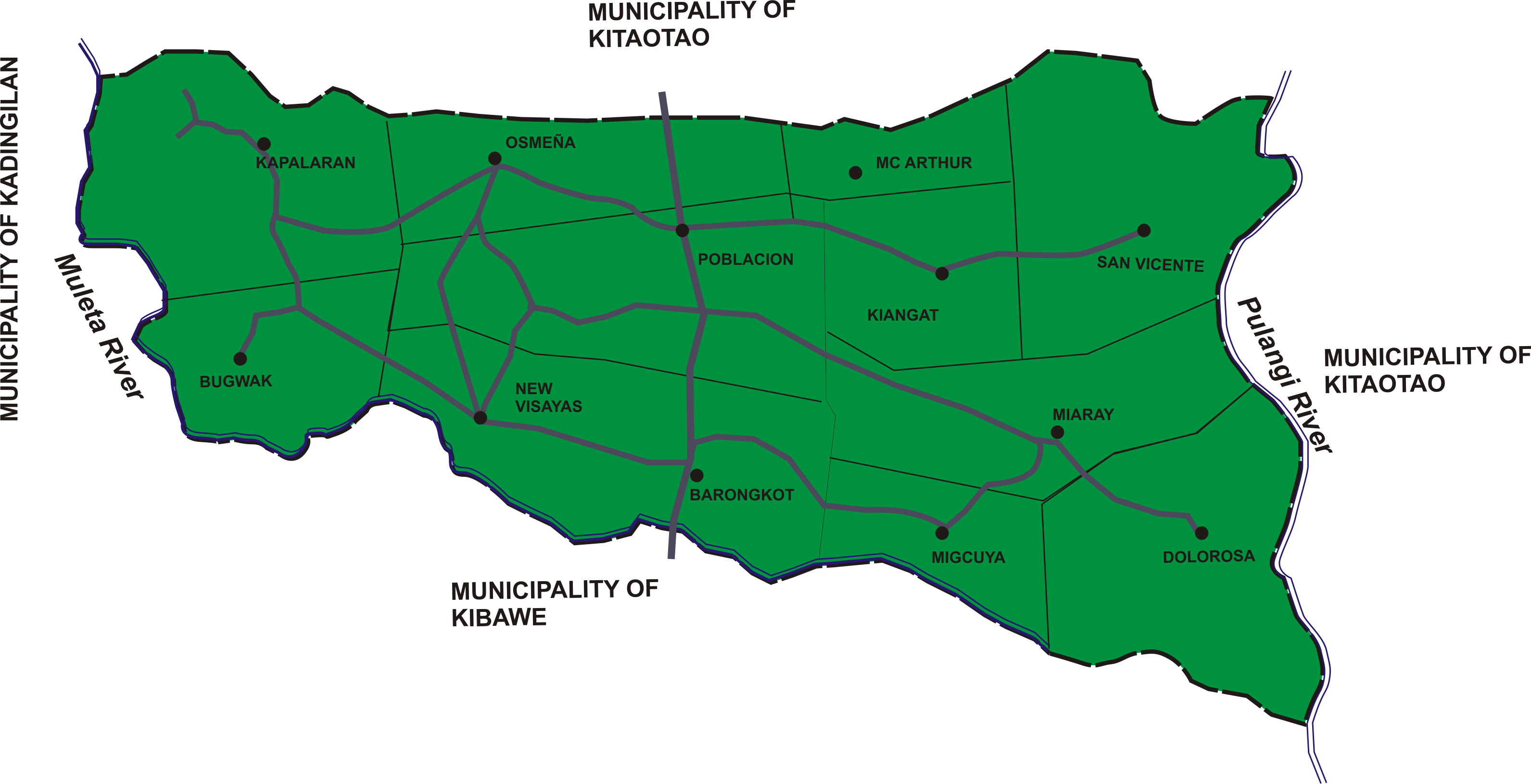
Los 14 barrios de Dangcagan

| - Barongcot - Bugwak - Dolorosa | - Kapalarán - Kianggat - Lourdes | - MacArthur - Miaray - Migcuya | - Nuevas Bisayas - Osmeña - Población | - Sagbayan - San Vicente |  |

## Historia
Dangcagan estaba poblado por los manobos cuyo principal cacique era Datu Dangaan, palabra que significa alabar.
Los misioneros de la Compañía de Jesús convirtieron al cristianismo a la mayor parte de esta tribu, que se caracterizaba por ser guerrera y temible.
Una vez suscrito el tratado de paz en Tikalaan, los españoles llegaron a Cagayán de Oro donde establecieron el gobierno local.

### Influencia española
Colonos cristianos de Luzón y Bisayas se asentaron en la zona y los seguidores de Datu Dangaan se esconden en el bosque regresando a su casa sólo cuando sabían que los colonos no estaban cerca. Esto lleva a los colonos a denominar el lugar como Dagandagan.
Nativos y colonos cristianos solicitan formar un barrio con este nombre en el territorio de Datu Dangaan, que entonces era jurisdicción de Maramag. Estuvieron de acuerdo en llamar al barrio Dangcagan en honor a los indígenas.
La provincia de Misamis, creada en 1818, formaba  parte del Imperio español en Asia y Oceanía (1520-1898). Estaba dividida en cuatro partidos.

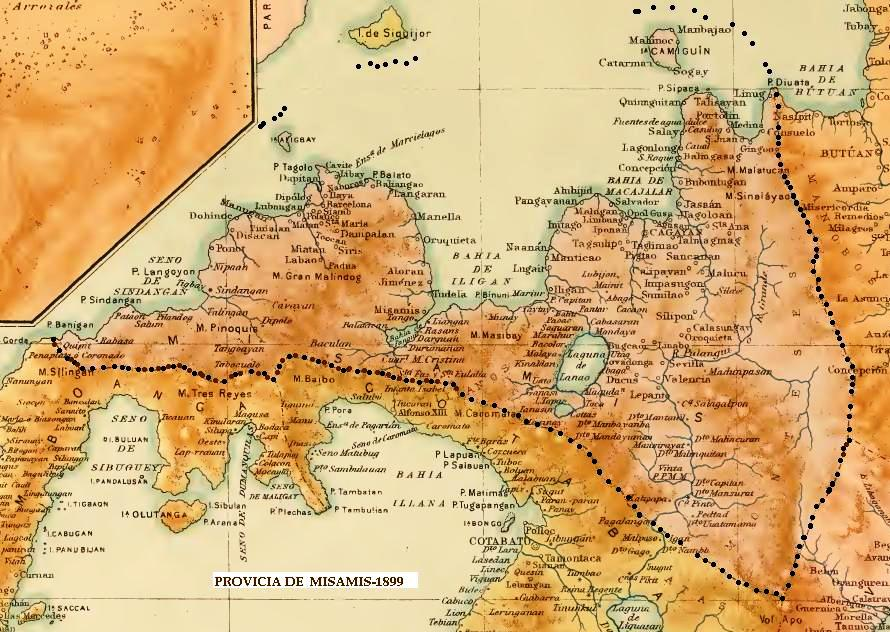
El distrito 2.º de Misamis en 1899.

A principios del siglo XX la isla de Mindanao se hallaba dividida en siete distritos o provincias, uno de los cuales era el distrito 2º de Misamis, su capital era la villa de Cagayán de Misamis y del mismo dependía la comandancia de Dapitan.

### Ocupación estadounidense
Una vez pacificado el territorio, el gobierno civil de la  provincia de Misamis fue establecido el 15 de mayo de 1901 incluyendo la subprovincia de Bukidnon.

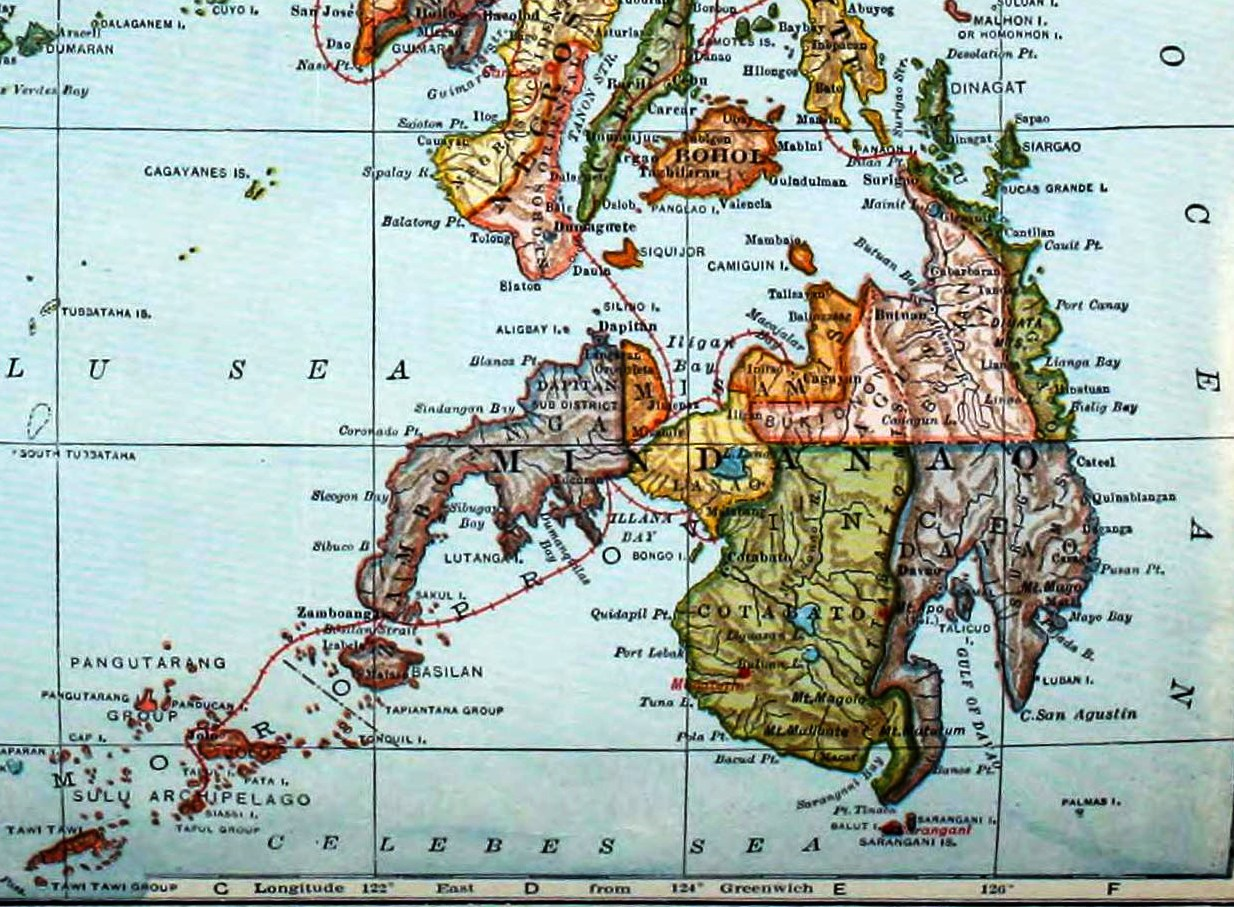
Mindanao en 1921.

El territorio situado al sur del paralelo 8 pasa a formar parte de la provincia de Cotabato.
En septiembre de 1914, al crearse el Departamento de Mindanao y Joló , Bukidnon se convierte en una de sus siete provincias.
El lugar era entonces un pequeño Sitio de Maramag, uno de los nueve distritos municipales de esta provincia, tal como figura en la División Administrativa de Filipinas de 1916 y también en el plano del censo de 1918.
Kibawe fue uno de los barrios.

### Independencia
1 de julio de 1956, cuando los distritos municipales de Baungón, Kibawe, Libona, Maramag y Sumilao, todos en la provincia de Bukidnon, quedan convertidos en municipios regulares.
El 29 de agosto de 1961 fue creado el nuevo municipio de  Dangcagan, formado por 12 barrios del municipio de Kibawe: Dangcagan, Kitaotao, Barungkot, Kiangat, Olambayan, Miaray, Capalaran, Santo Rosario, Ketaihon, Megcamanga, Malobalo y Bonga; y 7 del de Maramag: Kiburiao,  Dalorong, Pontian, Nanapan, Kitobo, Rawari y  Balangigay. El ayuntamiento se sitúa en el barrio del mismo nombre.